# 2004年热带风暴厄尔
热带风暴厄尔（英語：Tropical Storm Earl）是2004年8月中旬对向风群岛构成轻度破坏的一个热带气旋，也是2004年大西洋飓风季第6个获得命名的风暴。系统源于8月13日中心位于小安的列斯群岛以东较远处海域的东风波，系统在向西北偏西方向移动期间逐渐组织，成为热带低气压约1天后就升级成热带风暴并获名“厄尔”。气旋逼近向风群岛并继续缓慢强化，于8月15日达到风力时速85公里的最高强度。但就在这天下午，厄尔出人意料地退化成东风波，气象机构估计这是因风暴前进速度过快导致。气旋残留继续穿越加勒比海，最终于8月23日在东太平洋发展成飓风弗兰克。
受强烈阵风影响，格林纳达至少有34座房屋的屋顶受损，还有12棵树同6条电线杆被刮倒。此外，岛上一间养老院出现严重的结构性破坏，院内人员被迫撤离。圣文森特和格林纳丁斯有两套房屋失去屋顶，岛上还受到中等程度的农作物损失。多巴哥有许多树木倒塌，输电线缆中断，导致全岛90%的用户失去供电。热带风暴厄尔一共造成1人死亡，9人失踪，但总计损失数额不明。

## 气象历史
8月10日，一股强劲东风波从低纬度位置离开非洲进入大西洋东部。据卫星图像显示，这股扰动天气在向西面移动的过程中已发展出更为明晰的结构，除大幅改善的带状特征外，还有适度的上层外流。美国国家飓风中心因此于协调世界时8月13日下午18点将位于小安的列斯群岛以东约1610公里海域的系统归类为第五号热带低气压。次日，受气旋北侧副热带高气压的南部边缘产生的深层东向气流影响，低气压快速朝西北偏西方向前进。随着带状特征得到改善，结合卫星图像强度估算结果，美国国家飓风中心于8月14日下午将位于巴巴多斯以东约525公里洋面的气旋升级成热带风暴并以“厄尔”（Earl）命名。
由于所处环境风切变少，空气湿度高，海面温度也比较高，风暴逐渐增强，于8月15日早上6点达到风力时速85公里的最高强度。随着系统进入加勒比海中部，美国国家飓风中心一度预计厄尔会继续增强成强烈飓风，但之后发布的公告中又调低了此项预期。从卫星图像上看，气旋经过背风群岛南部时组织结构仍然层次分明，但8月15日晚的一架飓风猎人侦察机却无法在系统内发现下层环流。美国国家飓风中心因此停止发布公告，宣布系统已退化成开放式东风波。气象机构估计这次快速退化是因气旋移动速度过快引起，但无法肯定。残留的东风波最终进入东太平洋，于8月23日发展成飓风弗兰克。

## 防灾措施、影响和善后
热带风暴厄尔形成时，巴巴多斯、圣文森特和圣卢西亚接获热带风暴观察预警，并于8月14日晚21点升级成热带风暴警告，警告范围还扩展到格林纳丁斯群岛、特立尼达岛、多巴哥和格林纳达。次日中午12点，巴巴多斯的热带风暴警告变更成热带风暴观察预警，并且所有警告和观察预警都在当天下午18点中止。风暴来袭前，格林纳达有数百名生活在低洼地区的居民前往充当避难所的学校躲避。许多店主将窗户封死，背风群岛多地机场临时关闭。气象部门起初预计厄尔会大幅增强成飓风，并在进入加勒比海后朝曾于月初受到飓风查利重创的佛罗里达州逼近。当地官员敦促居民提高警惕，但考虑到长期预测的准确性不高，有关部门也请居民保持冷静，不要恐慌。气旋退化成开放式东风波后，相应警告予以取消。
风暴在格林纳达产生狂风暴雨，造成中等程度破坏。格林纳达主岛上有12幢民宅的屋顶被风刮跑，另有3套房屋部分受损，12棵树和3根电线杆被风刮倒。暴雨还在岛上引发9起泥石流灾害和3场山体滑坡。附近有6房民房的屋顶完全被风刮跑，另有13套民居屋顶受损。两座岛上都爆发洪灾，但相应损失缺乏报道或统计数据。此外，格林纳达还有一间养老院在风暴期间因建筑结构受损严重被迫疏散。圣文森特和格林纳丁斯有至少两户民宅的屋顶被狂风刮落，香蕉作物也受到中等程度损失。多巴哥有许多树木倒塌，多条输电线缆中断，导致90%的用户失去供电。8月15日早上，巴巴多斯和圣卢西亚测得每小时55公里的地面风速，这也是厄尔在陆地上空产生的最强风速。风暴共计造成1人遇难，另有19人失踪。
风暴过去后，格林纳达向美国国际开发署请求援助。当地工作人员迅速行动，为受损的屋顶寻找庇护途径，并着手修复其它结构性破坏。国际紧急救援组织也向当地伸出援手。